# 肉臊飯

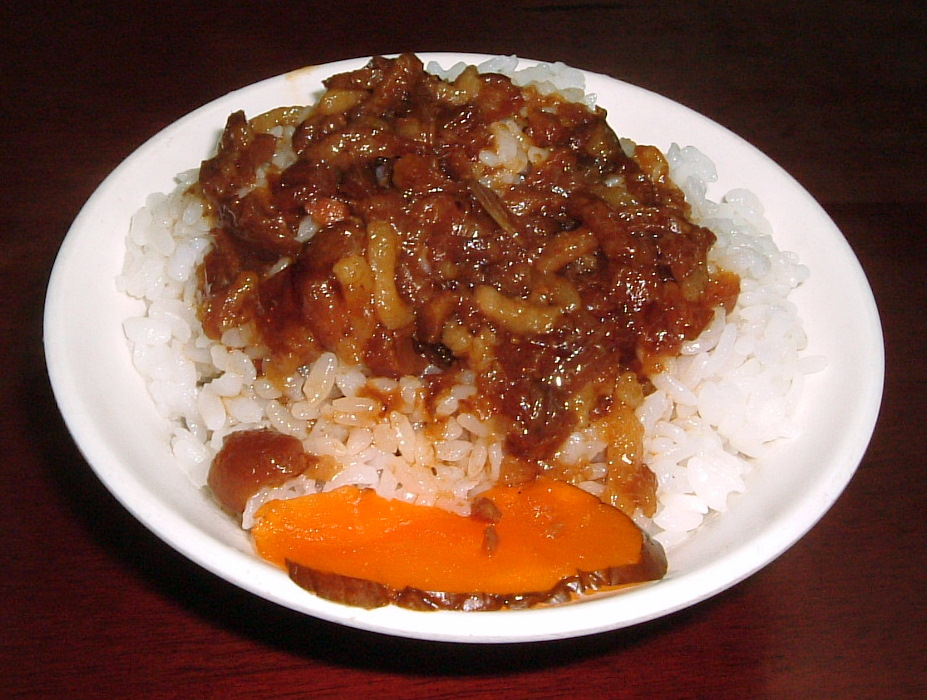
配菜是奈良漬的滷肉飯

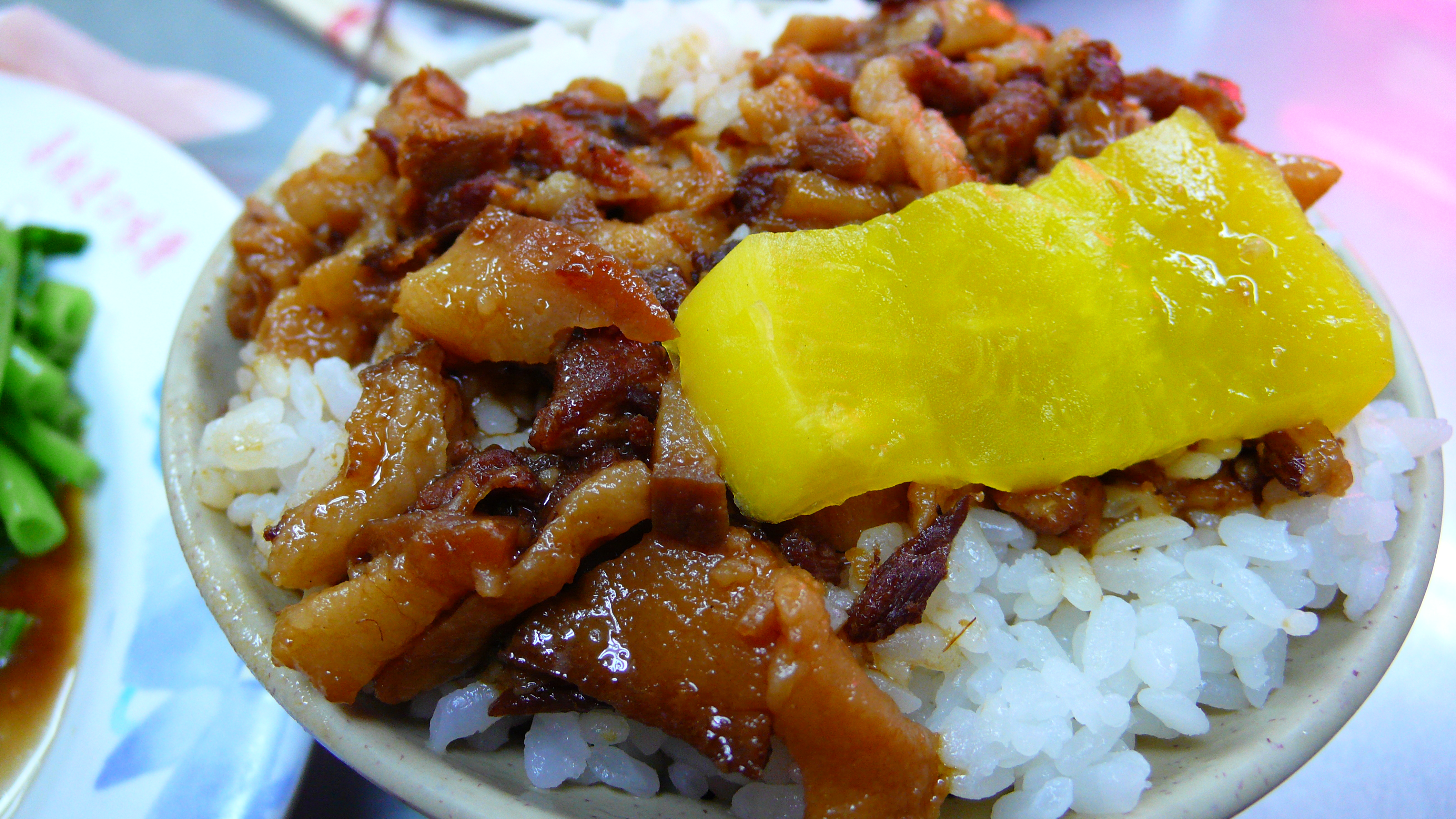
配菜是醃漬白蘿蔔的滷肉飯

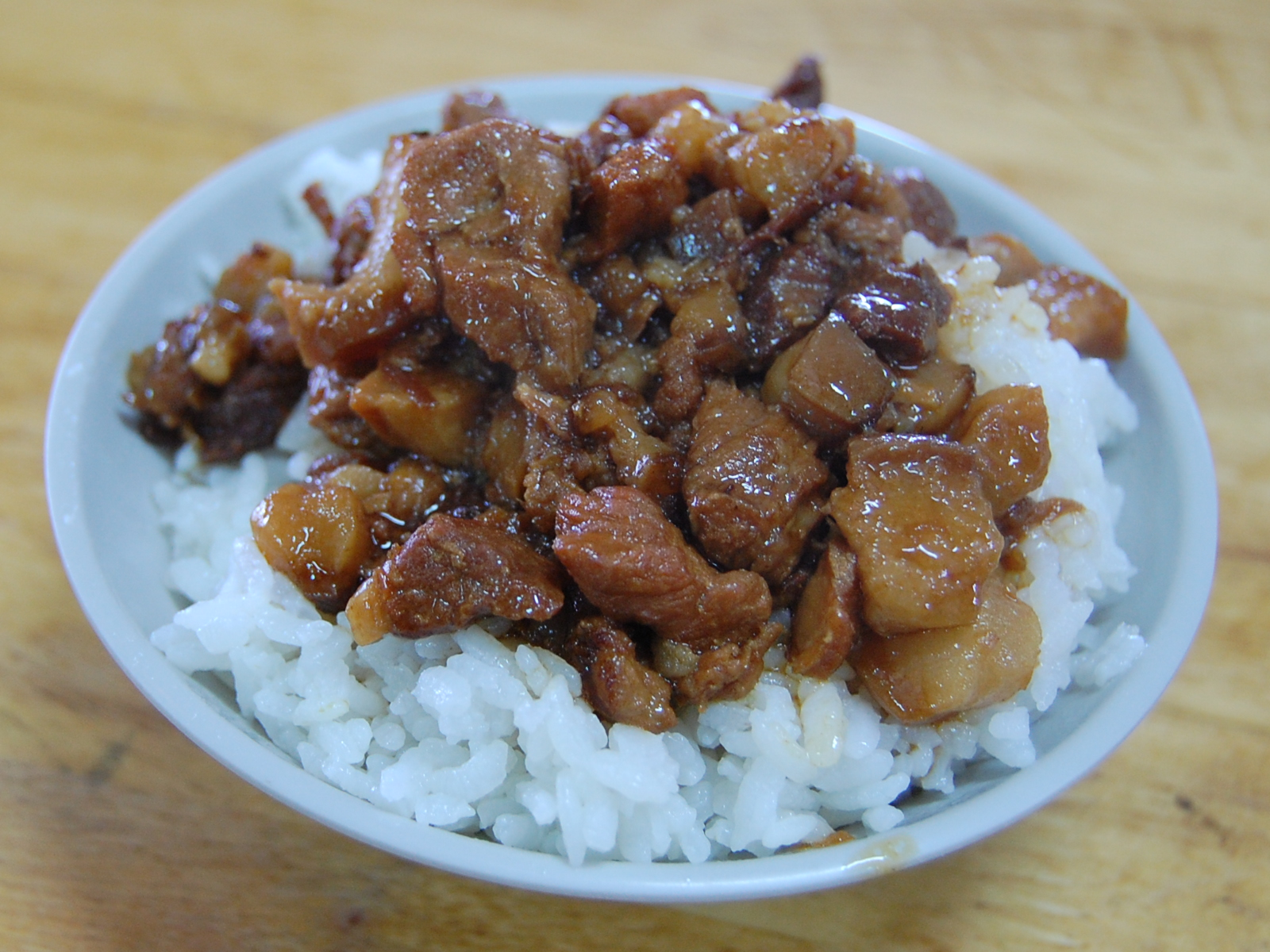
豬肉沒有絞碎，被切成丁狀的滷肉也叫滷肉飯。

肉臊飯（潮汕话：nêg8 co3 bung7，又寫作肉燥飯），是台湾、福建、广东潮汕的一道美食，在广东潮汕的肉臊饭中的肉臊（猪肉沫）可以是炒的、煮的、滷的等任何烹饪手法，只要加了肉臊的米饭就可以称之为肉臊饭。在台灣北部和中部则又稱為滷肉飯（又寫作魯肉飯），是一道豬肉丁（或絞肉）製作而成的美食，有些人認為是台灣的國菜。
肉臊飯的特色和制作的关键部分在于肉酱和肉汁，在臺南、臺中、臺北的製作方法和特点均有差异。

## 種類
肉臊飯在臺灣被視為極具台灣特色的民眾美食，在全臺各地都有店家販售。在北臺灣和中臺灣為一種淋上含有豬皮的滷肥肉切丁及醬油滷汁的白飯菜餚。在南台灣，肉臊飯通常是以肥瘦一定比例的豬絞肉滷製，但北台灣通常用含有煮熟碎豬肉或炒香肉臊（豬絞肉）及醬油滷汁，兩者的口感和口味略有不同。
有些店家會提供雞滷飯或鴨滷飯，就是將滷肉飯的滷肉與雞肉飯或鴨肉飯的肉醬各淋一半到飯上。若作成素食，則稱為素滷飯。

## 料理方式
用大鍋炒切碎的五花肉或絞肉，接著放入紅蔥酥、蔥、蒜、冰糖、白胡椒粉、醬油、五香粉和米酒等調料。最後放入鍋中加水小火燉製。也可以加入醬瓜、滷蛋、油豆腐等一起烹調。

## 名稱
依地區不同，由碎豬肉做成的肉臊飯和由三層肉做成的炕肉飯有時都被稱作「滷肉飯」，而造成混餚。在北台灣，滷肉飯指肉燥飯，在南台灣滷肉飯指的是炕肉飯，另外肉燥飯在台中也有肉角飯之稱。在香港的臺式餐館，「滷肉飯」大多是使用滷五花肉塊，而「魯肉飯」或「肉臊飯」才大多是使用滷肉碎。中国大陆的“台湾卤肉饭”则不作区分，使用卤肉块或者肉臊的都可以称为“卤肉饭”。
| 地區                           | 肉臊飯名稱               | 炕肉飯名稱                                                  |
| ------------------------------ | ------------------------ | ----------------------------------------------------------- |
| 北中臺灣（台中以北、宜蘭以北） | 滷肉飯 ló͘-bah-pn̄g 魯肉飯 | 炕肉飯 khòng-bah-pn̄g 爌肉飯 焢肉飯                          |
| 南臺灣（雲林以南、花蓮以南）   | 肉臊飯 bah-sò-pn̄g 肉燥飯 | 炕肉飯 khòng-bah-pn̄g 爌肉飯 焢肉飯 滷肉飯 ló͘-bah-pn̄g 魯肉飯 |
| 廣東潮汕                       | 肉臊飯 nêg8 co3 bung7    | 滷肉飯 lou2 nêg8 bung7                                      |

「滷」者，用濃汁烹調食物也。臺灣常見「魯」肉飯，則常用於方便表音。臺灣美食作家朱振藩說，根據最早的字典書漢朝《說文解字》判斷，「鹵」字是正寫，後來出現「滷」字。至於「魯」則是因滷字不常用取其音相近者，數十年前在臺灣出現，久用成為慣用用法；按字意正確用字為「滷」。
《禮記‧內則》中的記載的周代飲食：「煎醢，加於陸稻上，沃之以膏曰淳熬。煎醢，加於黍食上，沃之以膏曰淳毋」。熬煮肉醬澆在米飯之上，拌著吃，稱為淳熬，澆到黍米飯上，則稱為淳毋，此食品廣為流傳並隨著時間產生許多區域變化。《康熙字典》引《廣韻》、《水滸傳》中也有提及「肉臊」一詞，也就是現今「肉燥」，因為「臊」與「燥」兩字讀音相近，在寫錯字的情況下，肉「臊」飯就變成現在的肉「燥」飯。
近年臺灣官方將滷肉飯英譯，改為臺語發音的直譯（如日本壽司、韓國泡菜英譯，以當地語言直譯，突顯專有特色）。

## 誤解
《米其林指南》曾誤指台灣滷肉飯發源自中國山東的「魯肉飯」（山東簡稱「魯」）。書中還描述其食材是切塊豬肉再加上「洋蔥」（實為紅蔥頭）等調味做成的食品（这一描述更类似于山东坛子肉配米饭），令台灣滷肉飯業者大感不解。經查證，可能是翻譯過程出錯，造成撰文的美食家誤會。